# Odolina
Odolina je naselje v Občini Hrpelje  - Kozina.

## Slepa dolina
Odolina je tipičen primer slepe kraške doline. Z Brkinov potok Brašnica priteče po flišnatem terenu, ko pa priteče na apnenčasto podlago, najprej izdolbe vanjo kratko grapo, na koncu pa ponikne v veliko, slikovito brezno.